# Changbu, Guangdong
Changbu är en köping i sydöstra Kina. Den ligger i Wuhua härad i staden Meizhou i provinsen Guangdong, omkring 230 kilometer öster om provinshuvudstaden Guangzhou. Antalet invånare är 52 033. Befolkningen består av 25 632 kvinnor och 26 401 män. Barn under 15 år utgör 29,0 %, vuxna 15-64 år 61 %, och äldre över 65 år 9,0 %.